# Calamophis
Calamophis – rodzaj węży z rodziny Homalopsidae.

## Zasięg występowania
Rodzaj obejmuje gatunki występujące w Indonezji (Irian Zachodni i Yapen).

## Systematyka

### Etymologia
Calamophis: gr. καλαμος kalamos „trzcina”; οφις ophis, οφεως opheōs „wąż”.

### Podział systematyczny
Do rodzaju należą następujące gatunki:
- Calamophis jobiensis Meyer, 1874
- Calamophis katesandersae Murphy, 2012
- Calamophis ruuddelangi Murphy, 2012
- Calamophis sharonbrooksae Murphy, 2012